# 글리코사미노글리칸

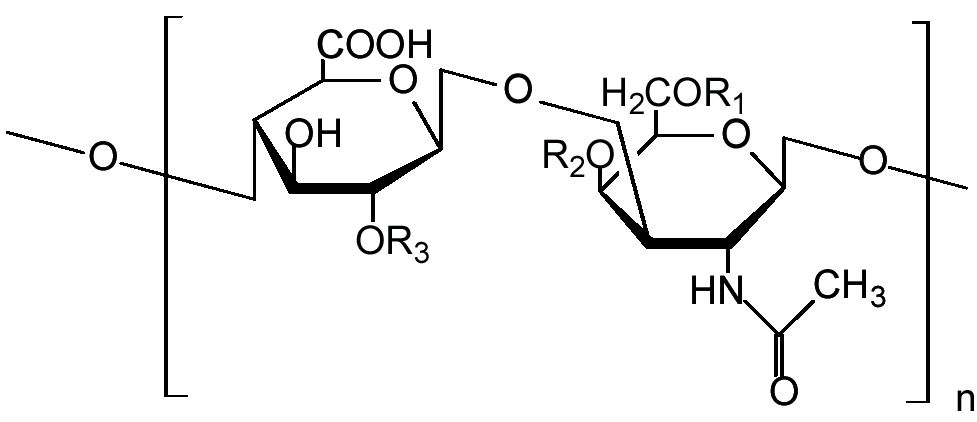
콘드로이틴황산염

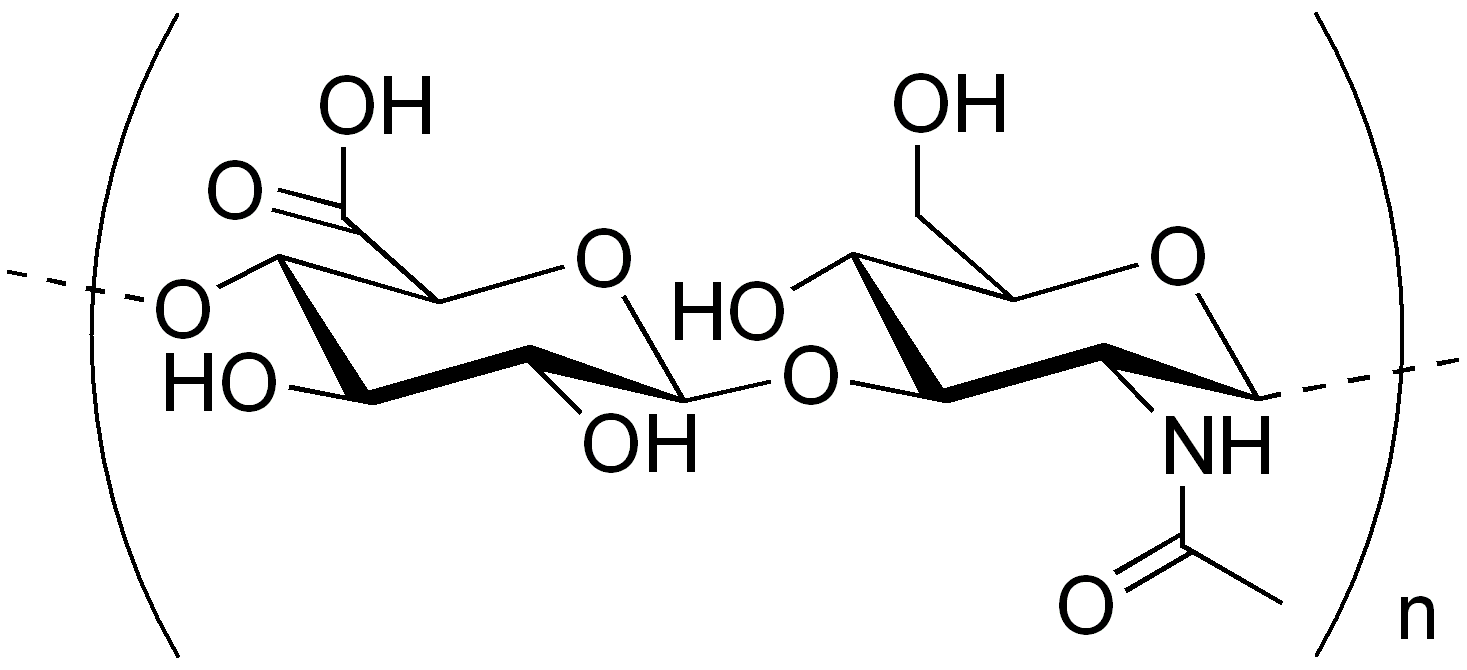
히알루론산 (-4GlcUAβ1-3GlcNAcβ1-)_{n}

글리코사미노글리칸(영어: glycosaminoglycan, GAG) 또는 뮤코다당류(영어: mucopolysaccharide)는 길고 가지가 없는 다당류이다. 황산기가 추가된 이당류의 반복된 구조로 이루어져 있으며, 반복단위는 케라틴을 제외하고 아미노당과 우론당 또는 갈락토스로 구성되어 있다. 아미노당은 N-아세틸글루코오스아민 또는 N-아세틸갈락토스아민이며, 우론당은 글루쿠론산 또는 이두론산으로 이루어져 있다. 많은 종류의 글리코사미노글리칸은 핵심단백질인 프로테오글리칸에 붙어 추가된 형태로 존재한다. 히알루론산은 이것의 예외로 프로테오글리칸이 없다.